# Élections législatives israéliennes de 2013
Les élections législatives israéliennes de 2013, dix-neuvièmes élections législatives de l'État d'Israël, sont un scrutin visant à élire les députés de la Knesset, le parlement israélien, pour un mandat de quatre ans. Elles se sont déroulées de manière anticipée le 22 janvier 2013,.

## Contexte
Dans la nuit du 15 au 16 octobre 2012, la Knesset vote sa dissolution,, convoquant comme prévu des législatives anticipées. Le scrutin était initialement prévu pour novembre 2013.
Le 29 octobre 2012, les délégués du Likoud, le parti de Benyamin Netanyahou, approuvent l'alliance électorale entre leur parti et Israel Beytenou. Ils forment une liste commune pour ce scrutin.

## Mode de scrutin
Les 120 députés de la Knesset sont élus tous les quatre ans, au plus tard le troisième mardi du mois hébraïque de heshvan, par un scrutin proportionnel plurinominal. Le seuil électoral est de 2 %.

## Forces en présence
| Partis politiques | Partis politiques           | Têtes de liste      | Idéologie                                                         |
| ----------------- | --------------------------- | ------------------- | ----------------------------------------------------------------- |
|                   | Likoud                      | Benyamin Netanyahou | Centre droit/droite national-libéral et conservatrice             |
|                   | Israel Beytenou             | Avigdor Liberman    | Droite populiste et national-conservatrice                        |
|                   | Yesh Atid                   | Yaïr Lapid          | Centre laïc                                                       |
|                   | Parti travailliste          | Shelly Yachimovich  | Centre gauche                                                     |
|                   | Le Foyer juif               | Naftali Bennett     | Droite/extrême droite religieuse et néo-sioniste                  |
|                   | Shas                        | Eli Yishaï          | Ultraorthodoxes — séfarades                                       |
|                   | Judaïsme unifié de la Torah | Yaakov Litzman      | Ultraorthodoxes — ashkénazes                                      |
|                   | Hatnuah                     | Tzipi Livni         | Centre gauche libéral                                             |
|                   | Meretz                      | Zehava Gal-On       | Gauche socialiste                                                 |
|                   | Liste arabe unie            | Ibrahim Sarsur      | Islamiste et défense des intérêts de la minorité arabe            |
|                   | Hadash                      | Mohammad Barakeh    | Extrême gauche et défense des intérêts de la minorité arabe       |
|                   | Balad                       | Jamal Zahalka       | Défense des intérêts de la minorité arabe, laïque et antisioniste |
|                   | Kadima                      | Shaul Mofaz         | Centre                                                            |

## Résultats
|  | Likoud-Israel Beytenou      | 884 631 | 23,32 %   | 31       | -12 |  |  |
|  | Yesh Atid                   | 543 280 | 14,32 %   | 19       | +19 |  |  |
|  | Parti travailliste          | 432 083 | 11,39 %   | 15       | +2  |  |  |
|  | Le Foyer juif               | 345 935 | 9,12 %    | 12       | +5  |  |  |
|  | Shas                        | 331 800 | 8,75 %    | 11       | =0  |  |  |
|  | Judaïsme unifié de la Torah | 196 038 | 5,17 %    | 7        | +2  |  |  |
|  | Hatnuah                     | 189 168 | 4,99 %    | 6        | +6  |  |  |
|  | Meretz                      | 172 382 | 4,54 %    | 6        | +3  |  |  |
|  | Liste arabe unie            | 138 362 | 3,65 %    | 4        | =0  |  |  |
|  | Hadash                      | 113 610 | 3,00 %    | 4        | =0  |  |  |
|  | Balad                       | 96 926  | 2,56 %    | 3        | =0  |  |  |
|  | Kadima                      | 79 487  | 2,09 %    | 2        | -26 |  |  |
|  |                             |         |           |          |     |  |  |
|  | Total inscrits              |         | 5 656 705 |          | 120 |  |  |
|  | Blancs et nuls              |         | 40 915    |          |     |  |  |
|  | Total exprimés              |         | 3 834 136 | 100,00 % |     |  |  |

## Analyse
Les résultats provisoires donnent, le soir du 22 janvier, 61 à 62 sièges au bloc de droite contre 58 à 59 au bloc de centre-gauche selon les estimations. L'union dirigée par le Premier ministre en place, Benyamin Netanyahou, reste majoritaire mais perd des sièges par rapport à la législature précédente (31 sièges contre 43). Netanyahou déclare vouloir former la coalition la plus large possible.
Les résultats définitifs donnent finalement le bloc de droite à 61 sièges et le bloc de centre-gauche à 59. Cependant, après l'élection, lors des rencontres des partis avec le président Shimon Peres, six partis représentant 82 députés (Likoud Yisrael Beiteinu, Yesh Atid, La Maison juive, Shass, Judaïsme unifié de la Torah et Kadima) recommandent Benyamin Netanyahou comme formateur du prochain gouvernement, tandis que les 38 députés représentant les autres partis ne recommandent personne. La majorité potentielle du prochain gouvernement est donc de 82 députés.
Pour Frédéric Encel, ce scrutin donne lieu à « une poussée centriste sans précédent » mais ce centre est « très divisé ».